# 廣寧省
廣寧省（越南语：／）是越南東北部的一个省，省莅下龙市。广宁省是越南全国省级竞争力指数排行第一的省份。

## 地理
广宁省東臨北部灣、西與海陽省、北江省、諒山省相鄰，北接中國廣西壯族自治區:64。广宁省西部的河流大多屬红河水系，而中部、东部则以独流入海的水系为主:70-71，其中也包括流经越、中两国边界的北仑河。

## 历史
後黎朝时，广宁省属于安邦承宣和安邦处。后避黎英宗黎维邦讳，改为安广处。阮朝初期为安广镇，明命三年（1822年），改为广安镇。
明命十二年（1831年）十月，明命帝在承天府以北实行区划改革，改广安镇为广安省，下辖海东府1府，分为华封县、横蒲县、安兴县、万宁州、云屯州、先安州3县3州。
嗣德年间，广安省分为山定府、海宁府2府，山定府下辖横蒲县、安兴县和尧封县3县，海宁府下辖万宁州和先安州2州。
同庆三年（1888年），殖民政府以海宁府析置海宁道，改万宁州为河桧州，道辖河桧州和先安州2州。
法属时期，广安省尧封县先后改为尧封府、葛海县和葛海州，横蒲县改为横蒲州，并析置锦普州；海宁道后改设为海宁省，先后增设潭河州、硭街州、平辽州3州，河桧州改为河桧府。
1945年八月革命时，广宁省分属广安省和海宁省2省。广安省下辖安兴县、横蒲州、葛海州和锦普州1县3州，另有巴扯帮佐；海宁省下辖河桧府、硭街州（芒街州）、潭河州、先安州、平辽州1府4州，另有定立帮佐。
1946年7月19日，越南民主共和国政府以广安省锦普州和锦普煤市社、锦普𤅶市社、鸿基市社、𡓁𤈜市社、河修市社和河林市社6个市社设立鸿基特区。
1947年7月9日，海阳省至灵县、东潮县划归广安省管辖。同月，第十二区委将谅山省禄平县划归海宁省管辖。
1947年9月，海阳省荆门县、南策县划归广安省管辖。
1947年11月25日，广安省和鸿基特区自第三战区划归第十二战区管辖。
1948年1月25日，越南政府将各战区合并为联区，战区抗战委员会改组为联区抗战兼行政委员会。第一战区和第十二战区合并为第一联区，设立第一联区抗战兼行政委员会，广安省、鸿基特区、海宁省划归第一联区管辖。
1948年3月25日，北越政府废府、州、郡为县。
1948年8月25日，广安省南策县划归第三联区海阳省管辖。
1948年12月，北江省山洞县划归广安省管辖。
1949年1月10日，广安省荆门县划归第三联区海阳省管辖。
1949年6月7日，海宁省禄平县划归谅山省管辖。
1949年9月19日，广安省横蒲县划归鸿基特区管辖。
1949年11月4日，第一联区和第十联区合并为越北联区，设立越北联区抗战行政委员会。广安省、鸿基特区、海宁省随之划归越北联区管辖。
1949年11月7日，建安省水源县和海阳省荆门县、南策县划归广安省管辖。
1950年3月4日，广安省水源县复归建安省管辖。
1953年2月，因战事需要，建安省水源县再次划归广安省管辖。
1955年2月22日，鸿基特区与广安省合并为鸿广区，原广安省山洞县划归北江省管辖，至灵县、荆门县和南策县划归海阳省管辖。
1956年2月11日，鸿广区水源县再次划回建安省管辖。
1956年6月5日，鸿广区葛海县和葛婆市社划归海防市管辖。
1958年6月17日，横蒲县1社划归鸿广区鸿基市社管辖。
1959年1月28日，鸿广区东潮县划归海阳省管辖。
1961年10月27日，海阳省东潮县再次划归鸿广区管辖。次日，安兴县析置汪秘市社。
1963年10月30日，鸿广区和海宁省合并为广宁省，省莅鸿基市社；定立县1社划归河北省山洞县管辖。下辖鸿基市社、锦普市社、汪秘市社、广安市社、芒街市社、巴扯县、平辽县、潭河县、定立县、河桧县、芒街县、先安县、锦普县、东潮县、横蒲县、安兴县5市社11县。
1964年7月2日，广安市社并入安兴县，芒街市社并入芒街县。
1966年9月26日，安兴县2社1村划归汪秘市社管辖；鸿基市社1社和锦普市社1社划归锦普县管辖。
1969年6月4日，潭河县和河桧县合并为广河县。
1978年12月29日，定立县划归谅山省管辖。
1979年1月16日，横蒲县2村划归鸿基市社管辖，横蒲县1社和锦普县1社划归锦普市社管辖。
1979年1月18日，芒街县更名为海宁县。
1981年9月10日，广河县1社划归海宁县管辖。
1993年12月27日，省莅鸿基市社改制为下龙市。
1994年3月23日，锦普县更名为云屯县，同时析置姑苏县。
1998年7月20日，海宁县改制为芒街市社。
2001年8月16日，横蒲县2社划归下龙市管辖。
2001年8月29日，广河县分设为海河县和潭河县。
2003年9月26日，下龙市被评定为二级城市。
2005年1月6日，锦普市社被评定为三级城市。
2006年6月12日，安兴县1社划归汪秘市社管辖。
2007年6月8日，芒街市社被评定为三级城市。
2007年7月26日，云屯经济区设立。
2008年2月1日，汪秘市社被评定为三级城市。
2008年9月24日，芒街市社改制为芒街市。
2011年2月25日，汪秘市社改制为汪秘市。
2011年11月25日，安兴县改制为广安市社。
2012年2月21日，锦普市社改制为锦普市。
2013年10月10日，下龙市被评定为一级城市。
2013年11月28日，汪秘市被评定为二级城市。
2015年3月11日，东潮县改制为东潮市社。
2015年4月17日，锦普市被评定为二级城市。
2018年9月19日，芒街市被评定为二级城市。
2019年12月17日，横蒲县并入下龙市。
2024年9月28日，越南国会常务委员会通过决议，自2024年11月1日起，东潮市社改制为东潮市。

## 行政區劃
廣寧省曾下轄下龍市、锦普市、東潮市、芒街市、汪秘市5市，廣安市社1市社，巴扯縣、平遼縣、姑蘇縣、潭河縣、海河縣、先安縣、雲屯縣7縣，其中下龙市为省莅。2025年6月，广宁省试点乡、坊、特区二级政府制度，而省辖市、市社與县则被废除。行政区划调整後的广宁省管辖30坊、22社、2特区。

## 文化

### 教育
广宁省有广宁工业大学、下龙大学两所公办本科大学。广宁卫生高等专科学校、广宁越韩职业学院两所职业技术学院。另外，越南外贸大学也在广宁设有分校。

### 媒体
越南主要的媒體越南国家电视台、越南之声广播电台等均可在广宁省接收，因为邻近中国广西壮族自治区，当地部分县市还可以接收到广西对外广播电台、防城港人民电台等广播电台的讯号:1170。越共广宁省委、广宁省人民委员会主管的广宁省传媒中心旗下则拥有广宁广播电视台、《广宁报》、《下龙报》等媒體，以报导广宁省的地方新聞。

## 名勝古蹟
- 下龍灣（Vịnh Hạ Long）
- 安子山（Núi Yên Tử）